# Vrh (gmina Šentrupert)
Vrh – wieś w Słowenii, w gminie Šentrupert. W 2018 roku liczyła 136 mieszkańców.